# Uglici
Uglici (în rusă Углич) este un oraș din Regiunea Iaroslavl, Federația Rusă și are o populație de 37.819 locuitori.
1. ↑  OKTMO